# Under the Milky Way (chanson)
Pour l’article homonyme, voir Under The Milky Way.
Singles de The Church
Disenchanted
(1986) Reptile
(1988)
Under the Milky Way est une chanson interprétée par le groupe Australien de rock The Church écrite et composée par Steve Kilbey et Karin Jansson. Sortie en single le 15 février 1988, elle est extraite de l'album Starfish (en).
Elle remporte un certain succès commercial lors de sa sortie dans plusieurs pays, entrant dans le top 30 des ventes de singles en Australie, en Nouvelle-Zélande et aux États-Unis. Même si le succès est moins marqué ailleurs, la chanson devient la plus connue du groupe.
Son utilisation dans le film Donnie Darko en 2001 permet à un nouveau public de la découvrir. Elle fait l'objet de plusieurs reprises, notamment à partir des années 2000.

## Distinction
En 1989, Under the Milky Way est sacré Single de l'année aux ARIA Music Awards. 

## Histoire de la chanson
Steve Kilbey, le chanteur et bassiste du groupe, a écrit et composé Under the Milky Way avec sa compagne d'alors, la musicienne suédoise Karin Jansson. Il déclare que l'inspiration lui est venue alors qu'il était chez sa mère, un soir, fumant à l'extérieur une "cigarette spéciale", puis qu'il est rentré et a commencé à jouer quelques accords sur un vieux piano, tout en écrivant les paroles en quelques minutes avec Karin Jansson.
Le titre de la chanson (Sous la Voie lactée en français) ferait référence à une salle de concert d'Amsterdam, le Melkweg (qui signifie Voie lactée en néerlandais), que Steve Kilbey avait l'habitude de fréquenter.
Après le succès de la chanson, les membres de The Church, et en particulier Steve Kilbey, ont commencé à la considérer avec une certaine ambivalence. Si elle vaut au groupe de remporter un ARIA Award, il n'ira pas chercher le trophée.
Steve Kilbey n'a pas hésité à critiquer la chanson, la qualifiant de "plate, sans vie et stérile", déclarant que la popularité de Under the Milky Way éclipsait tout le reste du répertoire du groupe.
Toutefois, The Church la met à l'honneur en la réenregistrant en 2004 dans une version acoustique sur l'album El Momento Descuidado, en la jouant lors de la cérémonie d'ouverture des Jeux du Commonwealth de 2006 accompagné par le Melbourne Symphony Orchestra, ou encore en 2010 pour l'intronisation du groupe au ARIA Hall of Fame.

## Musiciens
The Church
- Steve Kilbey - chant, basse
- Peter Koppes - guitare électrique
- Marty Willson-Piper - guitare acoustique 12 cordes
- Richard Ploog - batterie*

Musiciens additionnels
- Greg Kuehn - claviers
- Awesome Welles - synclavier

*Le line-up de The Church pour l'album était composé de Steve Kilbey à la basse et au chant, Peter Koppes aux guitares, Marty Willson-Piper aux guitares et Richard Ploog à la batterie et aux percussions. Cependant, lors de l'enregistrement de "Under the Milky Way", le groupe n'a pas pu obtenir une piste de batterie qui sonnait bien avec Ploog, alors ils ont joué sur une piste de clic et plus tard, le musicien de session Russ Kunkel a été amené à ajouter la batterie.

## Reprises
Parmi les artistes ayant repris la chanson, on peut citer: Rick Springfield, Grant-Lee Phillips, Kill Hannah, Sia, Powerman 5000, Metric, Jessica Mauboy,.
Un remix réalisé par Craig Obey en 2006 s'est classé 8e en Finlande.

## Classements hebdomadaires
| Classement (1988)              | Meilleure position |
| ------------------------------ | ------------------ |
| Australie (Kent Music Report)  | 22                 |
| Canada (RPM 100 Singles)       | 69                 |
| États-Unis (Billboard Hot 100) | 24                 |
| Nouvelle-Zélande (RMNZ)        | 25                 |
| Pays-Bas (Single Top 100)      | 70                 |
| Royaume-Uni (UK Singles Chart) | 90                 |